# Abarth 500e
Abarth 500e to elektryczny samochód produkowany od 2023 roku przez markę Abarth.

## Historia i opis modelu
Auto zadebiutowało w miejscowości Turyn 23 listopada 2022 roku. Samochód jest produkowany we Włoszech w mieście Turyn. Modelem bliźniaczym auta jest Fiat 500e. Samochód posiada konkurentów: MG 4, Dacię Spring, Volvo EX30, Volkswagena ID.3 i Cuprę Born. Poprzednik samochodu to Abarth 500. Samochód posiada dwa typy nadwozia: hatchback i kabriolet. Samochód kosztuje minimalnie 185 900 zł.

### Dane techniczne
Wymiary samochodu to 3673 mm długości, 1683 mm wysokości i 1518 mm wysokości. Rozstaw osi to 2322 mm. Standardowa pojemność bagażnika to 185 litrów, a maksymalna to 550 litrów.

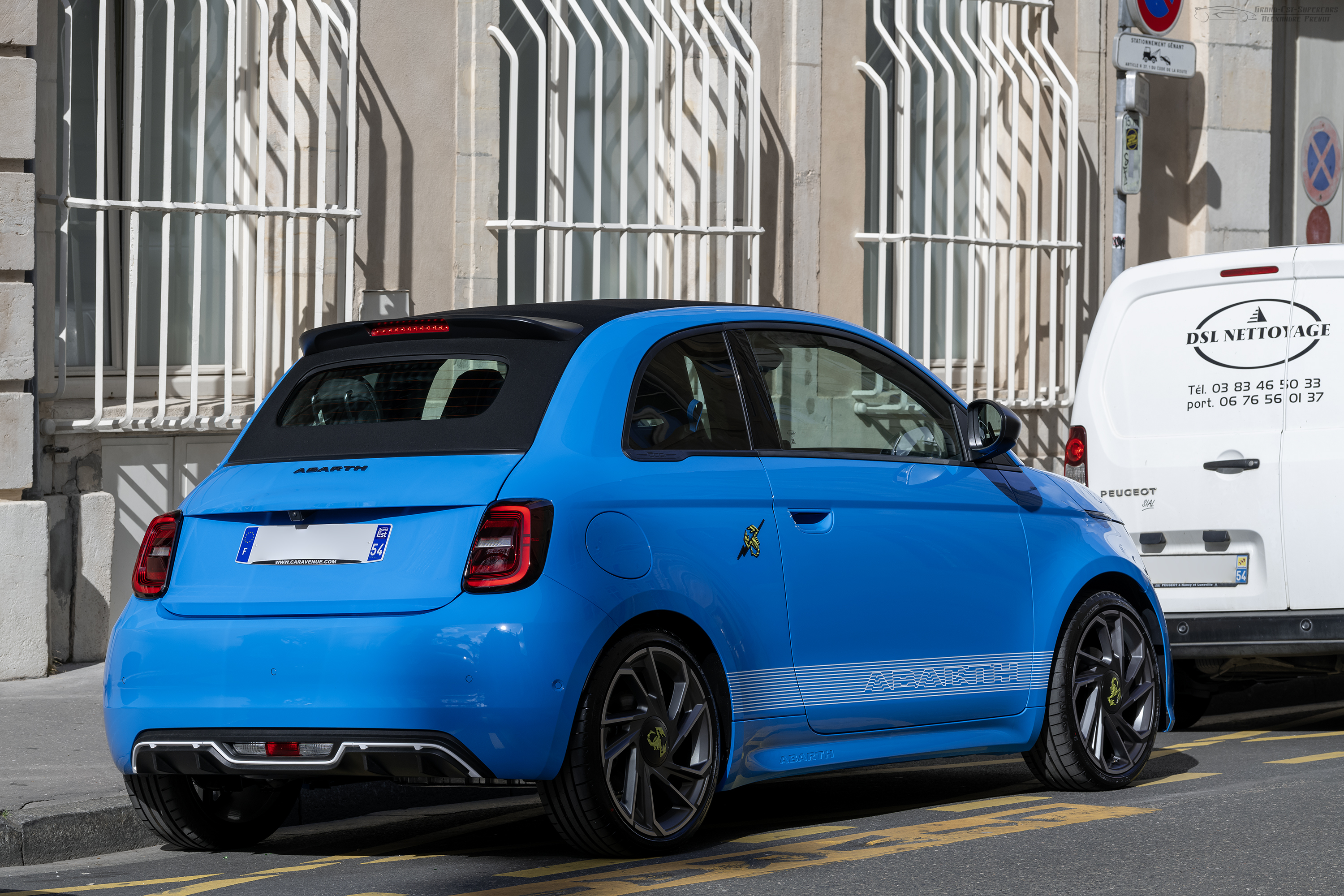
Abarth 500e - tył